# 麻垣康三
麻垣康三（あさがきこうぞう）は、2006年9月に任期満了に伴い、内閣総理大臣・自由民主党総裁を退任した小泉純一郎の後任をめぐる有力候補4人を指す（2005年から使用されていた「ポスト小泉レース」と同義）。河野グループ（大勇会）の麻生太郎、谷垣派（宏池会）の谷垣禎一、森派（清和政策研究会）の福田康夫・安倍晋三の4人の名前から漢字一文字ずつを取って作られた言葉である（派閥通称は当時）。
一時期は福田と額賀福志郎を入れ替えた麻垣福三や河野太郎を加えた麻垣康三郎ともいわれた。2006年7月、福田康夫が不出馬の意向を表明したことにより、ポスト小泉候補を指す用語としての「麻垣康三」はあまり使用されなくなった。
しかし後述するように、結果的には4人全員が自民党総裁となり、小泉退任後の14年間に渡っていずれかの人物が総裁を務め続けることになった。特に第二次安倍政権は8年近くの長期に及んだが、麻生や谷垣はそこでも要職を務めたため、麻垣康三は自民党において一時代を築き上げたと言える。
命名者である政治評論家の有馬晴海は、「2005年の春ごろからあちこちで言っていたら、最初は『サンデー毎日』が2005年の9月に取り上げてくれた。寝ずに文字の組み合わせを考えた甲斐がありました。」と述べている。

## 麻垣康三の実態

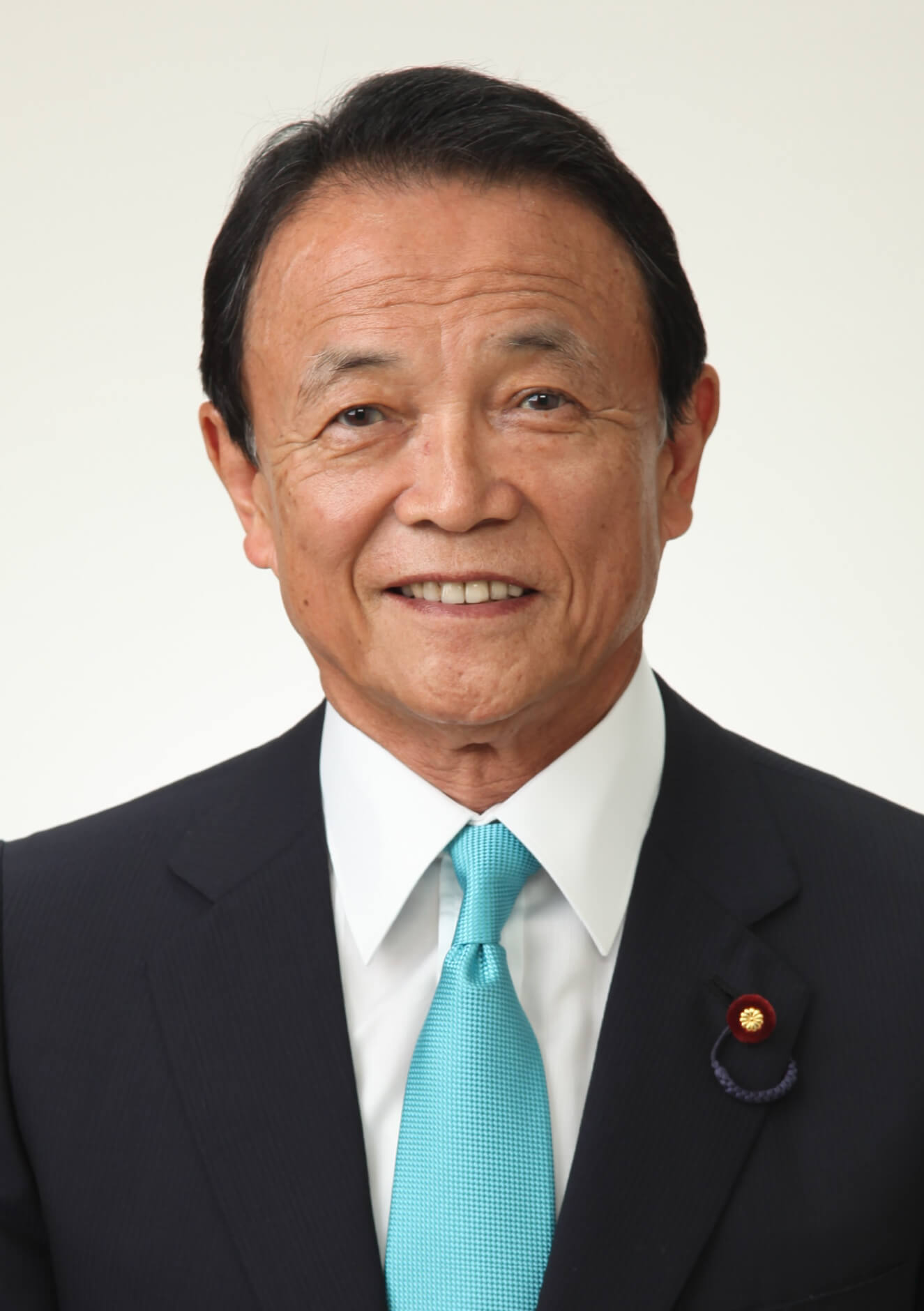
「麻」生太郎
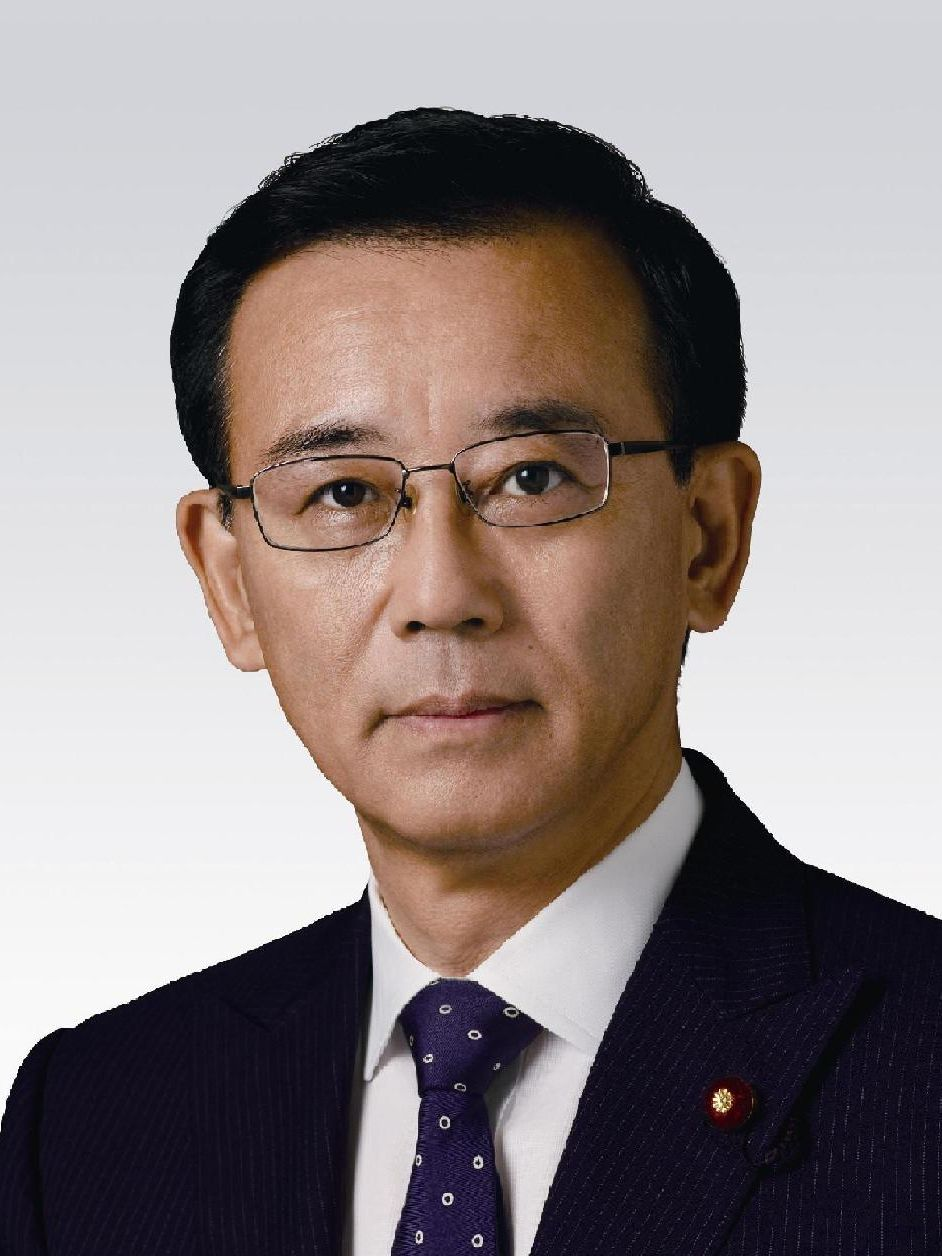
谷「垣」禎一
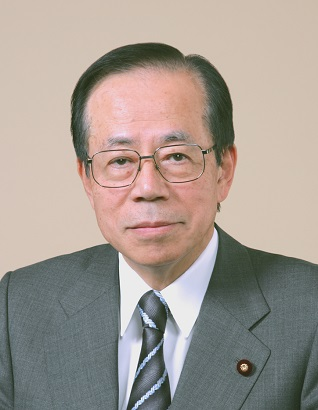
福田「康」夫
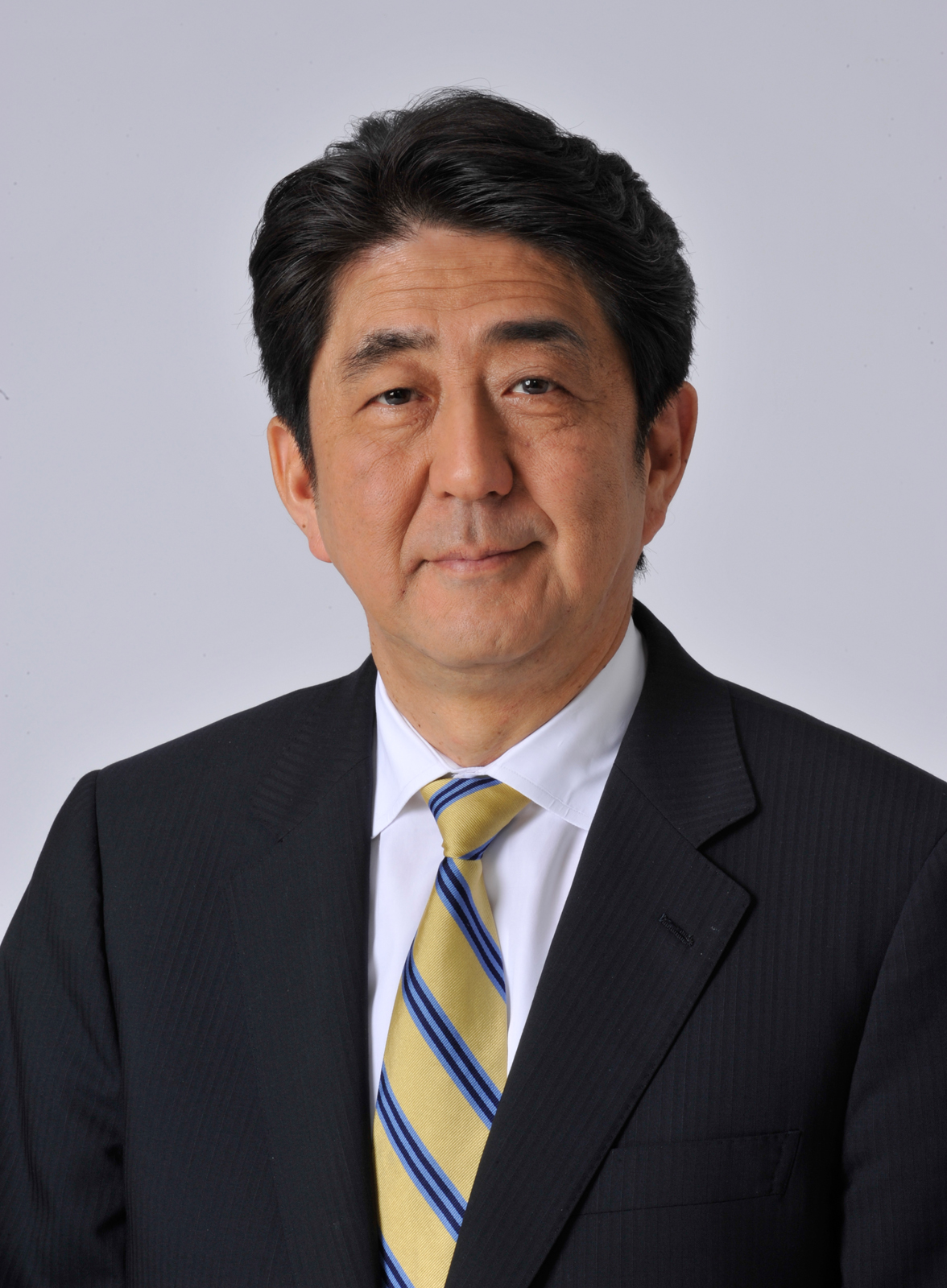
安倍晋「三」

森派（清和政策研究会）の安倍晋三は、同派の福田康夫が不出馬を表明したため、同派の所属議員86人、丹羽・古賀派（宏池会）の元自由民主党幹事長の古賀誠は安倍支持を明確にし48人の多くが支持に回り、二階グループ（新しい波）の15人も支持に回り、伊吹派（志帥会）・津島派（平成研究会）・山崎派（近未来政治研究会）の大部分も支持に回り、津島派の額賀福志郎、山崎派の山崎拓は出馬を断念し、安倍支持に傾き安倍への支持は約7割に上った。
反安倍勢力では、対中強硬派と目された安倍への対抗馬として、アジア外交を主眼に置く福田に期待していたが、福田が「靖国神社問題を争点とするのは国益に合わない」として不出馬を表明したことにより、福田支持であった古賀らは安倍支持に回り、安倍の優勢が確定した。
麻生と同派の河野太郎と無派閥の鳩山邦夫も出馬を目指していたが、推薦人は集められず麻生選対に加わった。他にも、額賀福志郎・与謝野馨など有力視されていた候補は次々に不出馬を表明し、河野グループ及び谷垣派以外の派閥は安倍内閣におけるポストの獲得を狙って安倍支持を表明しているため、『麻垣康三』との呼び方と裏腹に安倍一人勝ちの公算が大きいとみられていた。
自民党首脳部は2006年の総裁選を、“党員以外の人間も投票できる国民参加型の選挙に変える”と盛んに宣伝していたが（かつて民主党が行なった事がある。参加料を支払えば誰でも投票出来た）、党内から異論が相次いだため結局はうやむやにされており、「国民参加型」というキャッチフレーズは自民党員の間で「無かったこと」にされている。また、『麻垣康三』の全員が世襲政治家であり、さらに谷垣以外全員が首相経験者を祖父・実父に持つ。
麻生は2006年12月15日に河野グループを継承しつつ新たに為公会（のちの志公会）を立ち上げ会長に就任し、谷垣は2005年9月に谷垣派の会長に就任しており、2人は派閥の領袖として出馬したことがある。しかし、谷垣派は2008年5月に古賀派に合流しており、谷垣は総裁就任時には派閥会長ではなかった。福田は派閥会長にはならず、後述のように安倍は首相・総裁退任後の2021年に清和政策研究会の会長に就任したため、「麻垣康三」の中で派閥の領袖として総裁に就任したのは麻生のみであった。

## 結果
自民党総裁選に立候補を表明したのは安倍晋三官房長官、麻生太郎外相、谷垣禎一財務相の3名となった。世論調査などを見ても安倍総理総裁を望む声が圧倒的に多く、2006年9月20日午後に開票が行われた結果、安倍が703票中464票を獲得し（得票率約66%）、第21代自民党総裁に就任した。
ポスト安倍には、安倍を除く「麻垣康三」のメンバー、麻生、谷垣、福田の3者がその有資格者とされていたが谷垣は福田支持に回り、麻生と福田との一騎討ちとなった（2007年自由民主党総裁選挙）。
小泉政権後、4人全員が自民党総裁となり、4人のうち安倍・福田・麻生が総理となったが第1次安倍内閣及び福田・麻生の両内閣はいずれも就任約1年で辞任している。谷垣は第45回衆議院議員総選挙で自民党が下野した後に総裁に就任した。その後、谷垣の次の総裁として安倍が再就任し、その安倍が政権を奪取して、再び総理大臣に就任した（第2次安倍内閣）。この内閣では安倍が総理大臣、麻生が副総理兼財務大臣兼金融担当大臣、谷垣が法務大臣に就任した。なお、福田は第46回衆議院議員総選挙に立候補せず、政界を引退している。また2014年の第47回衆議院議員総選挙の結果、安倍が再度内閣総理大臣に指名され（第3次安倍内閣）、麻生は第2次安倍内閣から引き続き副総理兼財務大臣兼金融担当大臣に、谷垣は第2次安倍改造内閣から引き続き自由民主党幹事長に就任した。その後、自転車で走行中に負傷したため、谷垣は幹事長を辞任し、第48回衆議院議員総選挙に立候補せず、政界を引退しているため、この選挙の結果安倍は再び内閣総理大臣に指名されたが安倍体制のもと要職に就いているのは麻生のみとなった（第4次安倍内閣）。
なお自民党総裁については、2006年9月20日に安倍が1回目の総裁に選出してから2020年9月14日に安倍が2回目の総裁を退任するまで約14年間に渡って一貫して麻垣康三の内のいずれかの人物が務める状態が続いていた。また内閣総理大臣については、2006年9月26日に安倍が1回目の総理に就任してから、2009年9月16日に麻生が総理を退任するまで及び2012年12月26日から2020年9月16日までの安倍の2回目の在任期間の間、麻垣康三の内のいずれかの人物が務める状態が続いていた（このうち、2009年9月16日から2012年12月26日までの間の自民党は野党に転落していた。）。
2020年の安倍の2回目の退任後に成立した菅義偉内閣では、安倍は役職に就かなかったものの、引き続き麻生は副総理兼財務大臣兼金融担当大臣に就任し、菅義偉内閣の総辞職まで務めた。なお、麻生は財務大臣の戦後最長在任記録及び通算最長在任記録を更新した。
2021年10月に成立した第1次岸田内閣では、麻生は党の副総裁に就任した。首相・総裁経験者の副総裁就任は初めての事例となった。安倍は同年11月に衆院議長に就任した細田博之が会長を務めていた清和政策研究会（細田派→安倍派）の会長に就任し、麻垣康三のうち福田を除く3人全員が派閥の領袖を経験することとなった。
2022年7月8日に安倍が第26回参議院議員通常選挙の遊説中に銃撃を受け死去、麻垣康三の中で最年少ながら最初の物故者となった。

## 麻垣康三の経歴
- 1979年
  - 10月7日 - 第35回衆議院議員総選挙（麻生初当選）
- 1983年 - 第36回衆議院補欠選挙（谷垣初当選）
- 1990年
  - 2月18日 - 第39回衆議院議員総選挙（福田初当選）
- 1993年
  - 7月18日 - 第40回衆議院議員総選挙（安倍初当選）
- 1996年
  - 11月7日 - 第2次橋本内閣（麻生:経済企画庁長官）
- 1997年
  - 9月11日 - 第2次橋本内閣改造内閣（谷垣:科学技術庁長官）
- 1999年
  - 10月5日 - 小渕内閣第2次改造内閣（谷垣:金融再生委員会委員長（2000年2月25日－））
- 2000年
  - 4月5日 - 第1次森内閣（谷垣:金融再生委員会委員長）
  - 7月4日 - 第2次森内閣（福田:官房長官（10月27日－））
  - 12月15日 - 第2次森改造内閣（福田:官房長官、麻生:経済財政担当大臣（2001年1月23日－））
- 2001年
  - 4月24日 - 自民党総裁選（麻生出馬）
  - 4月26日 - 第1次小泉内閣（麻生:政調会長、福田:官房長官）
- 2002年
  - 9月30日 - 第1次小泉内閣第1次改造内閣（麻生:政調会長、谷垣:国家公安委員会委員長、福田:官房長官）
- 2003年
  - 9月22日 - 第1次小泉内閣第2次改造内閣（麻生:総務大臣、谷垣:財務大臣、福田:官房長官、安倍:幹事長）
  - 11月19日 - 第2次小泉内閣（麻生:総務大臣、谷垣:財務大臣、福田:官房長官（－2004年5月7日）、安倍:幹事長）
- 2004年
  - 9月27日 - 第2次小泉内閣改造内閣（麻生:総務大臣、谷垣:財務大臣）
- 2005年
  - 9月21日 - 第3次小泉内閣（麻生:総務大臣、谷垣:財務大臣）
  - 10月31日 - 第3次小泉内閣改造内閣（麻生:外務大臣、谷垣:財務大臣、安倍:官房長官）
- 2006年
  - 9月20日 - 自民党総裁選（安倍当選、麻生・谷垣出馬）
  - 9月26日 - 安倍、第90代内閣総理大臣指名。
  - 9月26日 - 第1次安倍内閣（麻生:外務大臣）
- 2007年
  - 8月27日 - 第1次安倍内閣改造内閣（麻生:幹事長）
  - 9月12日 - 安倍、辞意表明。
  - 9月23日 - 自民党総裁選（福田当選、麻生出馬）
  - 9月25日 - 福田、第91代内閣総理大臣指名。
  - 9月26日 - 福田康夫内閣（谷垣:政務調査会長）
- 2008年
  - 8月2日 - 福田康夫内閣改造内閣（麻生:幹事長、谷垣:国土交通大臣）
  - 9月1日 - 福田、辞意表明。
  - 9月22日 - 自民党総裁選（麻生当選）
  - 9月24日 - 麻生、第92代内閣総理大臣指名。
  - 9月25日 - 麻生内閣
- 2009年
  - 7月21日 - 衆議院解散
  - 8月30日 - 第45回衆議院議員総選挙。自民党、衆議院第二会派へ転落。
  - 8月31日 - 麻生、辞意表明。
  - 9月16日 - 麻生、正式に総裁を辞任。
  - 9月28日 - 自民党総裁選（谷垣当選）
- 2012年
  - 9月26日 - 自民党総裁選（安倍当選）
  - 11月16日 - 福田、衆議院解散に伴い引退。
  - 12月16日 - 第46回衆議院議員総選挙。自民党、衆議院第一会派へ復帰。
  - 12月26日 - 安倍、第96代内閣総理大臣指名。同日夜、第2次安倍内閣成立（麻生:副総理兼財務大臣兼金融担当大臣、谷垣:法務大臣）。
- 2014年
  - 9月3日 - 第2次安倍内閣改造内閣（麻生:副総理兼財務大臣兼金融担当大臣、谷垣:幹事長）
  - 12月16日 - 第47回衆議院議員総選挙。自民党、衆議院第一会派を維持。
  - 12月24日 - 安倍、第97代内閣総理大臣指名。同日夜、第3次安倍内閣成立（麻生:副総理兼財務大臣兼金融担当大臣、谷垣:幹事長）。
- 2015年
  - 10月7日 - 第3次安倍第1次改造内閣（麻生:副総理兼財務大臣兼金融担当大臣、谷垣:幹事長）
- 2016年
  - 8月3日 - 第3次安倍第2次改造内閣（麻生:副総理兼財務大臣兼金融担当大臣）
- 2017年
  - 8月3日 - 第3次安倍第3次改造内閣（麻生:副総理兼財務大臣兼金融担当大臣）
  - 9月28日 - 谷垣、衆議院解散に伴い引退。
  - 10月22日 - 第48回衆議院議員総選挙。自民党、衆議院第一会派を維持。
  - 11月1日 - 安倍、第98代内閣総理大臣指名。同日夜、第4次安倍内閣成立（麻生:副総理兼財務大臣兼金融担当大臣）。
- 2018年
  - 10月2日 - 第4次安倍第1次改造内閣（麻生:副総理兼財務大臣兼金融担当大臣）
- 2019年
  - 9月11日 - 第4次安倍第2次改造内閣（麻生:副総理兼財務大臣兼金融担当大臣）
- 2020年
  - 8月28日 - 安倍、辞意表明。
  - 9月14日 - 自民党総裁選（安倍退任）
  - 9月16日 - 菅義偉内閣（麻生:副総理兼財務大臣兼金融担当大臣）
- 2021年
  - 10月4日 - 第1次岸田内閣（麻生:副総裁）
- 2022年
  - 7月8日 - 安倍が銃撃事件に遭い、死去。